# Avant de nous dire adieu
Singles de Jeane Manson
Une femme
(1976)
Avant de nous dire adieu est une chanson de la chanteuse américaine Jeane Manson. Elle est écrite par Michel Mallory, sur une musique de Jean Renard. Premier single de la chanteuse, il sort en janvier 1976 sur le label CBS et paraît ensuite sur son premier album studio Jeane Manson la même année.
La chanson rencontre le succès, se classant notamment à la première place des hit-parades en France et en Belgique francophone. Elle est certifiée disque d'or en France.

## Contexte
Au cours de l'été 1974, Jean Manson pose pour des pochettes d'album pour le label Barclay. Le photographe de cette séance est Alain Marouani. Jeane Manson lui donne une cassette avec des chansons qu'elle a enregistrées pour qu'il la remette à son frère, le producteur Jacques Marouani. Ce dernier met finalement en contact Jeane Manson avec l'auteur-compositeur Jean Renard. L'idée de cette chanson est venue à Jean Renard un soir alors qu'il roulait entre Paris et sa ville natale Provins, dans la Seine-et-Marne. Le slow sort en janvier 1976 et devient un succès en France et dans plusieurs autres pays,.
À la suite du succès de la chanson, Jeane Manson enregistre et sort la même année une version en espagnol intitulée Porque el amor se va, sur des paroles de Luis Gómez-Escolar et qui rencontre le succès en Espagne,.

## Thème
La chanson, décrite comme un slow langoureux,, traite d'une jeune femme prête à pardonner tout pour garder son amant et lui dit notamment : « faisons l'amour avant de nous dire adieu... ».

## Accueil commercial
Avant de nous dire adieu devient un succès commercial. La chanson se classe en tête des ventes en Belgique francophone et en France et se vend à plus de 2 millions d'exemplaires. Il s'agit du quatrième single le plus vendu de l'année 1976 en France et a été certifié disque d'or par le Syndicat national de l'édition phonographique et audiovisuelle. 
Elle se classe également en dehors des pays francophones, notamment dans les hit-parades néerlandais, québécois et turc. La version en espagnol de Jeane Manson atteint la 12e position.

## Liste des pistes
| A. | Avant de nous dire adieu | 3:57 |
| B. | I Love You               | 3:30 |

## Crédits
- Jeane Manson – chant, paroles (face B)
- Michel Mallory – paroles
- Jean Renard – musique, réalisation artistique
- Raymond Donnez – arrangements
- Alain Marouani – photographie

Crédits adaptés des notes d'accompagnement.

## Classements et certifications
| Classement (1976–77)                    | Meilleure position |
| --------------------------------------- | ------------------ |
| Belgique (Flandre Ultratop 50 Singles)  | 9                  |
| Belgique (Wallonie Ultratop 50 Singles) | 1                  |
| Espagne (AFE) Porque el amor se va      | 12                 |
| Europe (Europarade)                     | 8                  |
| France (SNEP)                           | 1                  |
| Pays-Bas (Nederlandse Top 40)           | 12                 |
| Pays-Bas (Nationale Hitparade)          | 12                 |
| Québec (Palmarès francophone)           | 19                 |
| Turquie (Hey Top 40)                    | 4                  |

| Classement (1976)           | Position |
| --------------------------- | -------- |
| Belgique (Flandre Ultratop) | 52       |
| France (SNEP)               | 4        |

### Certification
| Pays                                                             | Certification | Ventes certifiées |
| ---------------------------------------------------------------- | ------------- | ----------------- |
| France (SNEP)                                                    | Or            | 500 000*          |
| *Ventes selon la certification xNon précisé par la certification |               |                   |

## Reprises et adaptations
Avant de nous dire adieu a été adaptée dans plusieurs langues, notamment en néerlandais : sous le titre par Blijf nog 1 nacht enregistrée par Wendy Van Wanten en 1994 et Kom naar me toe par Sandra Reemer en 1996 ; et en finnois sous le titre Hän mennyt on par Markku Aro en 1976 et Lea Laven (en) en 1978.
Plusieurs versions instrumentales de la chanson ont été enregistrées par les compositeurs et leurs orchestres respectifs suivants : Caravelli en 1976 et Raymond Lefèvre ainsi que Botticelli en 1977.